# Olympische Winterspiele 1988/Teilnehmer (Ungarn)
| Gelbes Symbol für Goldmedaillen mit stilisierten Olympischen Ringen | Graues Symbol für Silbermedaillen mit stilisierten Olympischen Ringen | Braundes Symbol für Bronzemedaillen mit stilisierten Olympischen Ringen |
| ------------------------------------------------------------------- | --------------------------------------------------------------------- | ----------------------------------------------------------------------- |
| —                                                                   | —                                                                     | —                                                                       |

Ungarn nahm an den Olympischen Winterspielen 1988 im kanadischen Calgary mit einer Delegation von fünf Athleten in drei Disziplinen teil, davon drei Männer und zwei Frauen.
Fahnenträger bei der Eröffnungsfeier war der Eiskunstläufer Attila Tóth.

## Teilnehmer nach Sportarten

### Biathlon
Männer
- Zsolt Kovács
10 km Sprint: 48. Platz (28:13,9 min)
20 km Einzel: 54. Platz (1:06:15,2 min)

### Eiskunstlauf
Frauen
- Tamara Téglássy
19. Platz (35,0)

Eistanz
- Klára Engi / Attila Tóth
7. Platz (14,0)

### Skilanglauf
Männer
- Gábor Mayer
15 km klassisch: 57. Platz (47:56,2 min)
30 km klassisch: 63. Platz (1:39:03,5 min)